# Siderurgistul Galați
Siderurgistul Galați war ein rumänischer Fußballverein aus Galați. Er spielte insgesamt zwei Jahre in der höchsten rumänischen Fußballliga, der Divizia A. Im Jahr 1963 stand er im Finale um den rumänischen Pokal.

## Geschichte
Siderurgistul Galați wurde im Jahr 1954 als Dinamo Galați gegründet und spielte zunächst in der Divizia B. Der Klub belegte in der Staffel III einen der hinteren Plätze. Als im Jahr 1956 die Divizia C wiedergegründet wurde und die Divizia B dadurch auf zwei Staffeln reduziert wurde, musste Dinamo absteigen. Im Jahr 1958 kehrte der Verein in die Divizia B zurück. Nach einer Platzierung im Mittelfeld kämpfte der Klub ab der Spielzeit 1959/60 um den Aufstieg in die Divizia A. Musste er zunächst im Jahr 1960 noch CSMS Iași und ein Jahr später Metalul Târgoviște den Vortritt lassen, änderte der Verein seinen Namen im Jahr 1961 zunächst in Clubul Sportiv Orăşenesc (deutsch Städtischer Sportverein), kurze Zeit später in Siderurgistul (deutsch Hüttenarbeiter).
Die Saison 1962/63 wurde für Siderurgistul zur erfolgreichsten der Vereinsgeschichte. Der Verein beendete die Staffel I auf dem ersten Platz und stieg auf. Gleichzeitig erreichte er nach Siegen über Industria Sârmei Câmpia Turzii, Progresul Bukarest und CSMS Iași das Finale um den rumänischen Pokal, unterlag dort jedoch Petrolul Ploiești mit 1:6. Der Ausflug ins Oberhaus endete nach der Saison 1963/64 mit sechs Punkten Rückstand und dem sofortigen Abstieg. In der Spielzeit 1964/65 schaffte der Klub den Wiederaufstieg, musste am Ende der Saison 1965/66 jedoch erneut absteigen. Nachdem er die Spielzeit 1966/67 auf dem zweiten Platz beendet und damit den Aufstieg verpasst hatte, löste der Verein sich auf. Den Platz in der Divizia B übernahm Politehnica Galați.

## Erfolge
- Rumänischer Pokalfinalist: 1963
- Aufstieg in die Divizia A: 1963, 1965

## Bekannte ehemaliger Spieler
- Traian Ivănescu